# Nicole Eter
Nicole Eter – niemiecka okulistka, profesor; specjalistka schorzeń siatkówki (retinolog). Od 2010 szef kliniki okulistyki szpitala uniwersyteckiego w Münster.

## Życiorys
Studia medyczne odbyła na Uniwersytecie w Bonn oraz w Londynie i Stanach Zjednoczonych. Pracę kliniczną rozpoczęła w 1994 w uniwersyteckiej klinice okulistycznej w Bonn, gdzie z czasem awansowała na stanowiska: ordynatora i zastępcy dyrektora kliniki. W wieku 40 lat, w 2010 roku, objęła funkcję szefa uniwersyteckiej kliniki okulistyki w Münster (jako pierwsza kobieta na tym stanowisku).
Jest autorką i współautorką licznych artykułów publikowanych w recenzowanych czasopismach okulistycznych, m.in. w „Graefe's Archive for Clinical and Experimental Ophthalmology", „American Journal of Ophthalmology", „Acta Ophthalmologica", „Retina" oraz „Investigative Ophthalmology & Visual Science". Jest recenzentem oraz członkinią rad redakcyjnych wielu czasopism okulistycznych, m.in. „Kompass Ophthalmologie". W pracy badawczej i klinicznej zajmuje się przede wszystkim siatkówką i jej schorzeniami, w szczególności zwyrodnieniem plamki żółtej, retinopatią cukrzycową, retinopatią wcześniaków oraz możliwymi zastosowaniami nanotechnologii w badaniach dna oka.
W ramach Niemieckiego Towarzystwa Okulistycznego (Deutsche Ophthalmologische Gesellschaft) pełniła w kadencji 2017–2018 funkcję prezesa (hasło jej kadencji brzmiało: „Ophthalmologie 4.0", czyli okulistyka 4.0).
W 2008 otrzymała od Niemieckiego Towarzystwa Okulistycznego nagrodę za badania. W 2015 znalazła się na liście Focus Top-Mediziner jako wybitny specjalista schorzeń siatkówki.
6 maja 2024 roku została wybrana na prezydenta-elekta Europejskiego Towarzystwa Specjalistów Siatkówki (European Society of Retina Specialists, EURETINA). Jej kadencja na pozycji prezydenta tej organizacji rozpocznie się w 2026 roku.